# كارل رايدر
كارل رايدر (بالدنماركية: Carl Hartvig Ryder)‏ هو مستكشف دنماركي، ولد في 12 سبتمبر 1858 في كوبنهاغن في الدنمارك، وتوفي بنفس المكان في 3 مايو 1923.